# Evansianthus georgiensis
Evansianthus georgiensis (Gottsche) R.M. Schust. & J.J. Engel, 1973 è un'epatica fogliosa subantartica della famiglia Geocalycaceae. Descritta originariamente con il basionimo Lophocolea georgiensis Gottsche, 1890, è stata riportata anche come Clasmatocolea georgiensis (Gottsche) Grolle, 1972.

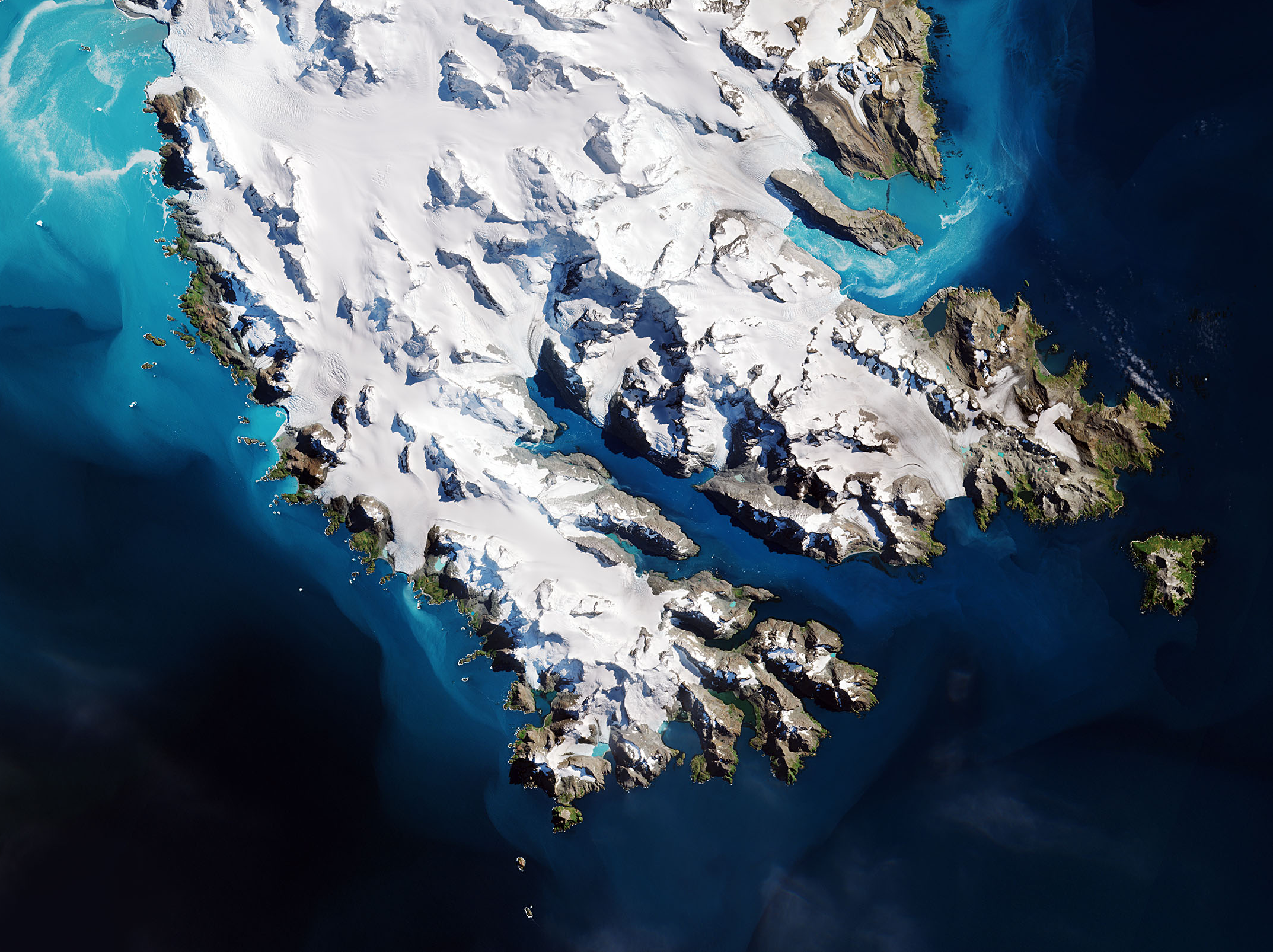
Estremità meridionale della Georgia del Sud

Gli esemplari tipo della nuova specie furono raccolti, il 10 maggio 1883, dal bavarese Hermann Will che, in occasione del primo Anno polare internazionale, aveva preso parte come botanico alla spedizione tedesca in Antartide del 1882-83.
Le piantine provenivano dalla Georgia Australe dove furono rinvenute nelle fessure di rocce fratturate, nel fondovalle a destra del ghiacciaio meridionale.
I campioni raccolti furono affidati per la determinazione al briologo tedesco Carl Moritz Gottsche, che li descrisse e li figurò come appartenenti a una specie nuova con il nome di Lophocolea georgiensis.

## Descrizione
La diagnosi della nuova specie, redatta da Gottsche, fu inserita in una monografia sulle epatiche della Georgia del Sud e pubblicata nel secondo volume dei resoconti scientifici della spedizione tedesca in Antartide del 1882-83, edito da Georg B. von Neumayer, ad Amburgo nel 1890.
Delle descrizioni successive, sono da segnalare quella particolarmente dettagliata, dei briologi statunitensi Rudolf Mathias Schuster e John Jay Engel del 1973, e quella pubblicata nel 2000 dai briologi Halina Bednarek-Ochyra, Jiří Váňa, Ryszard Ochyra e Ronald I. Lewis Smith in un volume monografico sulle epatiche antartiche.
Seguendo la descrizione di Schuster & Engel (1973), le piantine di E. georgiensis sono di piccole dimensioni e di colore generalmente verde chiaro ma anche, occasionalmente, marrone chiaro. Crescono da sole o frammiste in comunità con altre Marchantiophyta. Compatte, carnose, a portamento prostrato, formano un sistema fittamente ramificato con rami intricati più o meno interrati e spogli e con fusticini con foglioline piccole, strettamente adnati, striscianti e, occasionalmente, terminanti con rizoidi e con corti rami laterali che portano numerose paia di foglioline.
I fusticini principale (caulidi), carnosi, ramificati con rami laterali intercalari o ventrali intercalari, mostrano in sezione trasversale, 1-2 (3) strati di cellule corticali a parete cellulare sottile o leggermente ispessita, che circondano cellule medullari un po' più grandi.
Le foglioline vegetative (fillidi), da moderatamente a strettamente embricate, verticali, alterne, da eretto-divaricate a sub-erette, tondeggianti o reniformi, concave, lucide, spesso di colore marrone scuro nella porzione apicale, hanno apici decisamente arrotondati o arrotondato-troncati, non lobati ma che, occasionalmente, mostrano un piccolo incavo più o meno profondo (apice emarginato e apice retuso).
Hanno margine fogliare intero, più o meno ondulato (sinuato) nella regione distale. Le foglioline inferiori dei germogli sono più piccole e, per lo più (fino a 0,35 - 0,5), superficialmente bilobate o emarginate, con lobi da smussati ad arrotondati.

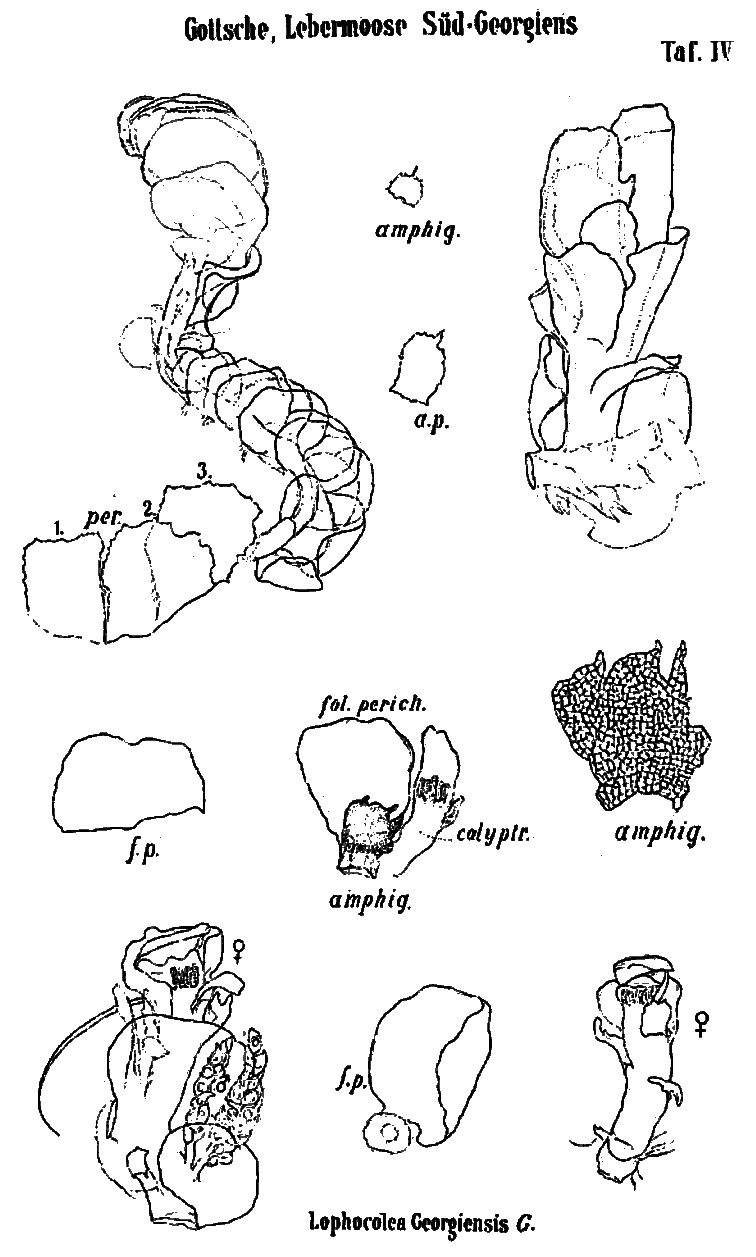
Lophocolea georgiensis accettata come E. georgiensis (Gottsche, 1890)

La lamina fogliare mostra, in sezione traversale, 2-5 strati di cellule nelle porzioni centrale e basale mentre i margini e gli apici sono monostratificati. Le cellule sono piccole, leptodermiche, con trigoni minuti e diversi corpi oleosi botrioidi di piccole dimensioni, incolori e granulari. Le foglioline dell'anfigastrio sono piccole, da appressate a patenti, da ovate a oblunghe a ovato-triangolari, bifide o bidentate, con due lobi sottili che terminano ognuno con una papilla mucipara e con singole cellule papillose lungo il margine laterale superiore e con frequenti rizoidi incolori.
Il sistema sessuale è autoico. La gametangescenza maschile è terminale o intercalare su rami androceali sottili più o meno corti. Le brattee sono piccole, da ovate a orbicolari, con una piccola piega dorsale a margine intero o scarsamente dentato, non lobate o con un singolo lobo nella parte distale della piega e portano uno o, occasionalmente, due anteridi peduncolati.
I rami gineceali sono più o meno corti e portano diverse paia di foglioline erette ed embricate. Le brattee, da concave a sub-navicolari, eretto-appressate, più o meno verticali, hanno in genere forma da ovata-orbiculare a subreniforme con margine intero e apice da arrotondato ad arrotondato-retuso. Le bratteole sono da ovato-triangolari a bifide e più piccole delle brattee. 
I perianzi, lateralmente compressi e bilobi, hanno un sottile terzo lobo ventrale più o meno retuso, occasionalmente piegato, e la bocca a margine intero o con pochi denti smussati o piccoli lobi.
Nello sporofito, la seta ha un diametro di 10-11 cellule e 36 file di cellule intorno a un nucleo cellulare interno. Le capsule da sub-sferiche a ellittiche hanno parete sottile, composta da 4-6 strati di cellule. Le spore, rosso-marrone, da globose a sub-globose, sono abbondantemente cosparse di piccole e sottili verruche sub-rettangolari. Gli elateri, frammisti alle spore nelle capsule, hanno due ispessimenti elicoidali rosso-marrone e si assottigliano gradualmente verso le estremità.

## Distribuzione e habitat

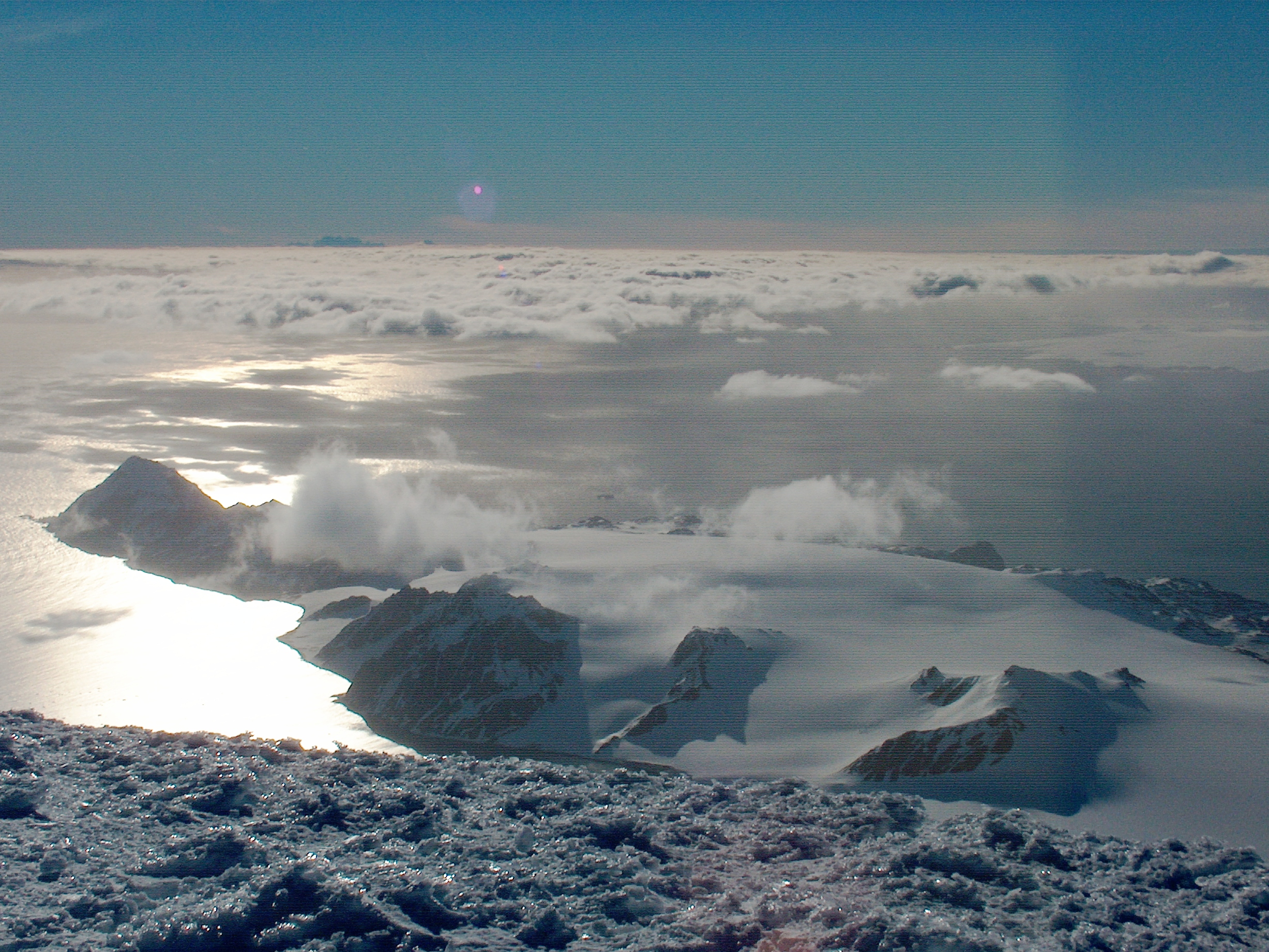
Hurd Peninsula, isola Livingston

L'areale di distribuzione di E. georgiensis  è strettamente subantartico e include alcune isole dell'oceano Atlantico meridionale (la Georgia del Sud e l'arcipelago delle Falkland) e le aree montuose delle estreme regioni meridionali del Sud America (la penisola di Brunswick in Patagonia, le isole dello stretto di Magellano e l'arcipelago della Terra del Fuoco).
Più a sud, nell'ecozona antartica marittima, l'epatica è stata rinvenuta, una sola volta, al livello del mare, nella penisola di Hurd che chiude a est la False Bay, nell'isola Livingston, la seconda più grande isola delle Shetland Meridionali. Questa rappresenterebbe la più meridionale delle stazioni di rinvenimento di E. georgiensis, a 62°43’ di latitudine sud.
Alle Falkland, E. georgiensis si ritrova nelle cavità umide pedogenizzate di rocce affioranti fessurate o sotto sporgenze riparate su pareti rocciose, a quote superiori ai 600 m s.l.m. Associata ad Acrolophozia fuegiana, è stata raccolta a Cerro Garibaldi, nella Terra del Fuoco a circa 900 m, su sporgenze umide in ambiente di tundra alpina, un habitat abbastanza simile alle pareti rocciose riparate d'alta quota delle Falkland. Nella penisola di Brunswick si rinviene, in comunità con Hygrolemhidium isophyllum su suolo nudo nell'ecotono tra la zona a Nothofagus "Krumholz" e la zona alpina a piante a cuscino.

## Tassonomia
L'epatica raccolta nel 1883, e caratterizzata come specie nuova da Gottsche nel 1890, ebbe come prima assegnazione il genere Lophocolea e, come denominazione specifica, Lophocolea georgiensis Gottsche, 1890.
Questa denominazione è stata mantenuta fino al 1972, quando il briologo tedesco Riclef Grolle ha proposto di assegnare il taxon al genere Clasmatocolea, della famiglia Lophocoleaceae, con la nuova combinazione Clasmatocolea georgiensis (Gottsche) Grolle, 1972 che conservava l'epiteto specifico dell'originaria denominazione binomiale adottata da Gottsche.
Successivamente, in un articolo del 1973 sulle epatiche australi, Schuster e Engel hanno ritenuto di rimuovere il taxon dal genere  Clasmatocolea per trasferirlo in un nuovo genere monotipico, contestualmente fondato nella famiglia Geocalycaceae e denominato Evansianthus Schust. & Engel, 1973. La nuova combinazione proposta, e da allora generalmente accettata, è stata Evansianthus georgiensis (Gottsche) R.M. Schust. & J.J. Engel, 1973.
Secondo questi Autori, l'appartenenza alla famiglia Geocalycaceae risulterebbe determinata dall'occorrenza di un perianzio ben sviluppato ma lateralmente compresso, nonché dalla riduzione del suo terzo lobo (il lobo ventrale) che gli conferirebbe una conformazione bilabiata. L'esigenza invece di istituire per il taxon un genere nuovo, distinto da quelli già presenti nella stessa famiglia, avrebbe la sua motivazione nella presenza di una ramificazione intercalare-dorsale del tipo Andrewsianthus, caratterizzata da rami, non numerosi, emergenti dalla faccia dorsale sia di un asse fogliare normale, sia di un sottile asse microfillo stoloniforme.